# Cerberus Palus
Cerberus Palus est une petite plaine basse, un palus selon le vocabulaire de géomorphologie planétaire, situé dans l'hémisphère nord de la planète Mars. Il s'étend sur environ 470 km de diamètre et il est centré par 5° 48′ N, 148° 06′ E. Le nom de Cerberus Palus a été donné en référence à une caractéristique d'albédo appelée Cerberus.
Cerberus Palus contenait autrefois un lac alimenté par Athabasca Valles et se déversant dans Lethe Vallis. Selon différentes études, il pourrait s'agir d'un lac d'eau, ou de lave. 
Il est remarquable par de gigantesque plaques qui peuvent mesurer jusqu'à plus de 50 km. Similaire à une banquise de mer, mais pouvant être aussi des morceaux de croûte de lave. Les espaces entre les plaques contiennent des formations géologiques en forme de spirale, probablement des spirales de lave,.